# Geismar
Geismar là một đô thị thuộc huyện Eichsfeld nước Đức. Đô thị này có diện tích 19,32 km², dân số thời điểm 31 tháng 12 năm 2006 là 1246 người.